# Pavel Atman

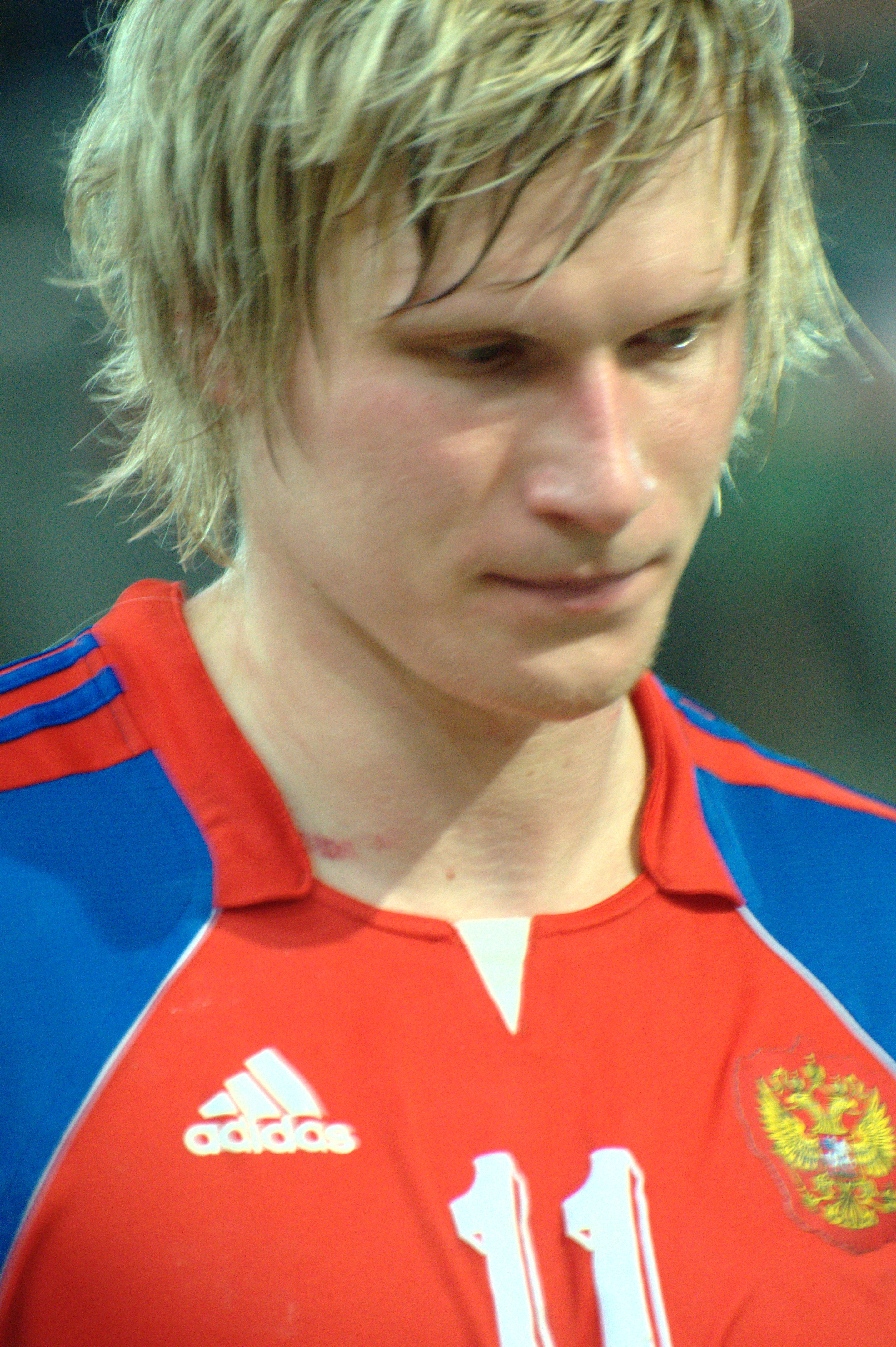
Pavel Atman, 2013.

Pavel Nikolajevitj Atman (ryska: Павел Николаевич Атьман), född 25 maj 1987 i Volgograd i dåvarande Sovjetunionen, är en rysk handbollsspelare (mittnia/vänsternia).

## Klubbar
- GK Kaustik Volgograd (–2010)
- GK Dinamo Minsk (2010–2013)
- GK Tjechovskije Medvedi (2013)
- RK Metalurg Skopje (2013–2015)
- al-Jaish SC (2015)
- HK Mjasjkoŭ Brest (2015–2017)
- TSV Hannover-Burgdorf (2017–2019)
- RK Vardar (2019–2020)
- CSKA Moskva (2020–2022)
- Maccabi Rishon LeZion (2022–)